# The Course of Nature
"The Course of Nature" é o single do álbum de estúdio Aurora Consurgens da banda de progressive power metal Angra. A música foi lançada em single virtual e videoclipe em agosto de 2006.
Este foi o primeiro single da banda a ser lançado como single virtual. Os fãs podem baixar as faixas e a capa do single pelo site, e montar seu próprio disco. O disco possui apenas um formato físico: lançado apenas na Alemanha pela SPV Records. Também existem vários tipos que foram comercializados sem autorização da gravadora e banda. Esses são considerados extra-oficiais e não tem fins lucrativos à banda e nem tem a autorização de venda da banda e/ou gravadora.
No mesmo dia em que o single foi distribuído, o álbum Aurora Consurgens infelizmente vazou na internet, com exceção da faixa 10 "Abandoned Fate".
The Course of Nature é considerado pela própria banda a música mais pesada da história do Angra.

## Estilo musical
O Estilo musical de Angra no single "The Course of Nature" foi grande motivo de comentários pelos fãs e a crítica revisora em geral. Apresentava uma sonoridade tanto instrumental quanto vocal diferente do álbum conceptual anterior: Temple of Shadows, juntamente com os álbuns anteriores. The Course of Nature apresenta um Angra mais pesado, direto e "cru", usando largamente acordes pesados, riffs de thrash metal e um refrão melódico "poderoso", com o vocal de Edu Falaschi mais grave e característico, fugindo de vez da era André Matos, marcada por vocais agudos e gritos (como ainda pode ser observado no Temple of Shadows).
The Course of Nature mostra-se como uma revolução no estilo de Angra, com um gênero mais pesado, fugindo da melodicidade do predecessor Temple of Shadows e dos álbuns anteriores em todo o Aurora Consurgens.

### Intro
A Intro de The Course of Nature apresenta um teor experimental e bastante folk, com influências brasileiras, relembrando os tempos noventistas do Angra com o Holy Land. A Intro constitui-se de um solo musical de berimbau, acompanhado logo após de uma introdução poderosa do guitarrista Rafael Bittencourt de notas pesadas, ainda com o berimbau tocando. Logo após Edu começa a cantar a música propriamente dita.
O Aurora Consurgens é o único álbum do Angra na fase de Edu Falaschi que não contém a faixa 1 como intro, pois a intro está fundida à canção propriamente dita, sendo especificamente de 0:00 a 0:44.

### Refrão
O Refrão de The Course of Nature consiste em um terceto que se repete quatro vezes durante a canção. Considerado como um "refrão melódico poderoso", o refrão de The Course of Nature é o ponto alto da canção, com os vocais graves e ao mesmo tempo melódicos de Edu Falaschi, juntamente com os riffs thrasheados e a perfeita sincronia entre os riffs tocados por Rafael Bittencourt e Kiko Loureiro.

### Estrutura musical
A estrutura musical de The Course of Nature é organizada em estrofes em sua grande maioria tercetos e dísticos, além de conter apenas um quarteto, o que torna The Course of Nature uma canção muito peculiar e original em sua estrutura musical (visto que a imensa maioria das músicas atuais tem a estrutura totalmente organizada em quadras). O canto de The Course of Nature lembra geralmente a musicalidade das canções clássicas, como os sonetos que contém metade do seu conteúdo como terceto, que acabou reforçando ainda mais o rótulo do Angra, já varias vezes classificado como metal neoclássico.

## Letra e temática
A letra e temática de The Course of Nature baseia-se, em geral, na temática do álbum que a contém: Aurora Consurgens, que reflete sobre temas como psicologia, psiquiatria, personalidade, distúrbios, enfim: o lado psicológico do ser humano, assim como o livro escrito por São Tomás de Aquino, em que o álbum é baseado.
Porém The Course of Nature mostra uma letra e temática que foge um pouco ao tema geral do álbum, sem deixar de estar no contexto do mesmo. The Course of Nature reflete sobre o planeta Terra, sobre as diversas "eras" em que o mundo esteve, não as eras humanas, e sim as eras da natureza (daí o título: The Course of Nature - O Curso da Natureza). A canção procura demonstrar o pensamento de como os humanos são insignificantes em relação à imensidão e à força do "Curso da Natureza".

## Integrantes

### Angra
- Eduardo Falaschi — Vocal[7]
- Rafael Bittencourt — Guitarra/Backing Vocals[7]
- Kiko Loureiro — Guitarra[7]
- Felipe Andreoli (músico) — Baixo[7]
- Aquiles Priester — Bateria[7]

### Músico convidado
- Fabio Laguna — Teclados